# Liste der Bodendenkmäler in Langenbach (Oberbayern)
Auf dieser Seite sind die Bodendenkmäler in der oberbayerischen Gemeinde Langenbach zusammengestellt. Diese Tabelle ist eine Teilliste der Liste der Bodendenkmäler in Bayern. Grundlage ist die Bayerische Denkmalliste, die auf Basis des Bayerischen Denkmalschutzgesetzes vom 1. Oktober 1973 erstmals erstellt wurde und seither durch das Bayerische Landesamt für Denkmalpflege geführt wird. Die folgenden Angaben ersetzen nicht die rechtsverbindliche Auskunft der Denkmalschutzbehörde.

## Bodendenkmäler der Gemeinde Langenbach

### Bodendenkmäler in der Gemarkung Langenbach
| Lage                  | Objekt | Akten-Nr.     | Bild |
| --------------------- | --- | ------------- | ---- |
| Langenbach (Standort) | Siedlung vorgeschichtlicher Zeitstellung, unter anderem der Latènezeit. | D-1-7536-0053 |      |
| Langenbach (Standort) | Siedlung des Neolithikums (Stichbandkeramik, Oberlauterbacher Gruppe, Rössener und Münchshöfener Kultur), der mittleren Bronzezeit, der frühen Urnenfelderzeit, der späten Hallstattzeit, der Latènezeit sowie der römischen Kaiserzeit.                                                        | D-1-7536-0054 |      |
| Langenbach (Standort) | Siedlung des Neolithikums. | D-1-7536-0055 |      |
| Langenbach (Standort) | Untertägige mittelalterliche und frühneuzeitliche Befunde im Bereich der Katholischen Filialkirche St. Stephanus in Großenviecht und ihres Vorgängerbaus. | D-1-7536-0195 |      |
| Langenbach (Standort) | Untertägige mittelalterliche und frühneuzeitliche Befunde im Bereich der Katholischen Filialkirche St. Pauli Bekehrung in Kleinviecht. | D-1-7536-0197 |      |
| Langenbach (Standort) | Siedlung vor- und frühgeschichtlicher Zeitstellung. | D-1-7536-0201 |      |
| Langenbach (Standort) | Grabhügel vorgeschichtlicher Zeitstellung. | D-1-7537-0238 |      |
| Langenbach (Standort) | Siedlung des Altneolithikums (Linearbandkeramik, Stichbandkeramik), des Mittelneolithikums (Oberlauterbacher Gruppe) und des Jungneolithikums (Michelsberger Kultur, Münchshöfener Kultur), der Latènezeit und der römischen Kaiserzeit sowie Körpergräber des Neolithikums und der Latènezeit. | D-1-7537-0240 |      |
| Langenbach (Standort) | Siedlung vorgeschichtlicher Zeitstellung, unter anderem des Neolithikums und der Latènezeit. | D-1-7537-0241 |      |
| Langenbach (Standort) | Siedlung und Brandgräber der Bronzezeit und der Urnenfelderzeit. | D-1-7537-0243 |      |
| Langenbach (Standort) | Siedlung der römischen Kaiserzeit. | D-1-7537-0244 |      |
| Langenbach (Standort) | Siedlung vorgeschichtlicher Zeitstellung, unter anderem des Jungneolithikums (Münchshöfener Kultur) und der Latènezeit. | D-1-7537-0245 |      |
| Langenbach (Standort) | Siedlung des Altneolithikums (Linearbandkeramik), des Mittelneolithikums (Stichbandkeramik, Gruppe Oberlauterbach) und des Jungneolithikums (Münchshöfener Kultur). | D-1-7537-0246 |      |
| Langenbach (Standort) | Siedlung vorgeschichtlicher Zeitstellung und der römischen Kaiserzeit. | D-1-7537-0247 |      |
| Langenbach (Standort) | Siedlung vorgeschichtlicher Zeitstellung. | D-1-7537-0248 |      |
| Langenbach (Standort) | Körpergräber des frühen Mittelalters. | D-1-7537-0249 |      |
| Langenbach (Standort) | Siedlung vorgeschichtlicher Zeitstellung. | D-1-7537-0251 |      |
| Langenbach (Standort) | Siedlung der Bronzezeit. | D-1-7537-0266 |      |
| Langenbach (Standort) | Untertägige mittelalterliche und frühneuzeitliche Befunde im Bereich der Katholischen Kirche St. Nikolaus von Myra in Langenbach und ihrer Vorgängerbauten. | D-1-7537-0337 |      |
| Langenbach (Standort) | Untertägige mittelalterliche und frühneuzeitliche Befunde im Bereich der Katholischen Filial- und Wallfahrtskirche St. Maria Rast in Rast bei Langenbach und ihres Vorgängerbaus. | D-1-7537-0346 |      |
| Langenbach (Standort) | Siedlung der Bronzezeit, der Urnenfelderzeit, der Hallstattzeit und der Latènezeit. | D-1-7537-0349 |      |
| Langenbach (Standort) | Viereckschanze der späten Latènezeit. | D-1-7537-0405 |      |

### Bodendenkmäler in der Gemarkung Oberhummel
| Lage                   | Objekt | Akten-Nr.     | Bild |
| ---------------------- | --- | ------------- | ---- |
| Thonstetten (Standort) | Siedlung vor- und frühgeschichtlicher Zeitstellung. | D-1-7537-0170 |      |
| Oberhummel (Standort)  | Siedlung vor- und frühgeschichtlicher Zeitstellung. | D-1-7537-0252 |      |
| Oberhummel (Standort)  | Siedlung des Altneolithikums (Linearbandkeramik) und des Mittelneolithikums (Stichbandkeramik, Gruppe Oberlauterbach). | D-1-7537-0253 |      |
| Oberhummel (Standort)  | Siedlung vorgeschichtlicher Zeitstellung, unter anderem des Neolithikums, der Urnenfelderzeit und der Latènezeit. | D-1-7537-0254 |      |
| Oberhummel (Standort)  | Körpergräber des frühen Mittelalters. | D-1-7537-0255 |      |
| Oberhummel (Standort)  | Körpergräber des frühen Mittelalters. | D-1-7537-0256 |      |
| Oberhummel (Standort)  | Siedlung vor- und frühgeschichtlicher Zeitstellung, unter anderem des Neolithikums, der Bronzezeit, der Latènezeit und der römischen Kaiserzeit. | D-1-7537-0258 |      |
| Oberhummel (Standort)  | Siedlung vorgeschichtlicher Zeitstellung, unter anderem des Neolithikums und der Urnenfelderzeit. | D-1-7537-0260 |      |
| Oberhummel (Standort)  | Siedlung vorgeschichtlicher Zeitstellung, unter anderem der Hallstatt- oder Latènezeit. | D-1-7537-0261 |      |
| Oberhummel (Standort)  | Siedlung des Altneolithikums (Linearbandkeramik), des Mittelneolithikums (Stichbandkeramik, Oberlauterbacher Gruppe, Rössen), des Jungneolithikums (Münchshöfener Kultur, Altheimer Kultur), des Spätneolithikums (Chamer Gruppe), der Bronzezeit, der Hallstattzeit, der Latènezeit und der römischen Kaiserzeit. | D-1-7537-0262 |      |
| Oberhummel (Standort)  | Siedlung vorgeschichtlicher Zeitstellung. | D-1-7537-0264 |      |
| Oberhummel (Standort)  | Untertägige mittelalterliche und frühneuzeitliche Befunde im Bereich der Katholischen Filialkirche St. Andreas in Niederhummel. | D-1-7537-0340 |      |
| Oberhummel (Standort)  | Untertägige mittelalterliche und frühneuzeitliche Befunde im Bereich der Katholischen Pfarrkirche St. Georg in Oberhummel und ihrer Vorgängerbauten. | D-1-7537-0344 |      |
| Oberhummel (Standort)  | Verebneter Burgstall des hohen Mittelalters. | D-1-7537-0398 |      |
| Oberhummel (Standort)  | Siedlung der Latènezeit und des frühen Mittelalters. | D-1-7537-0404 |      |
| Oberhummel (Standort)  | Siedlung der Hallstattzeit und der Latènezeit. | D-1-7537-0407 |      |

### Bodendenkmäler in der Gemarkung Rudlfing
| Lage                | Objekt                                                                                           | Akten-Nr.     | Bild |
| ------------------- | ------------------------------------------------------------------------------------------------ | ------------- | ---- |
| Rudlfing (Standort) | Grabhügel mit Bestattungen der Bronzezeit.                                                       | D-1-7537-0250 |      |
| Rudlfing (Standort) | Abgegangene Kirche des Mittelalters und der frühen Neuzeit (St. Stephan und Ulrich in Oberbach). | D-1-7537-0342 |      |